# Elecciones parlamentarias de Albania de 2001
Se celebraron las elecciones parlamentarias en Albania el 24 de junio de 2001. El resultado fue una victoria para el gobernante Partido Socialista de Albania (PSSh), que obtuvo 73 de los 140 escaños, lo que resultó en que Ilir Meta permaneciera como primer ministro. La participación fue del 53,6%.

## Sistema electoral
La Asamblea de Albania tiene 140 miembros, de los cuales 100 son elegidos por mayoría de votos en distritos electorales uninominales y 40 miembros se eligen mediante un sistema de representación proporcional por lista de partidos.

## Campaña
El presidente Rexhep Meidani anunció el 18 de abril de 2001 que la primera vuelta de las elecciones se celebraría el 24 de junio y la segunda el 8 de julio. El gobernante Partido Socialista tenía como objetivo obtener el 60% de los votos, con el fin de tener una mayoría suficiente para elegir un nuevo presidente en 2002. Hicieron campaña para mejorar la infraestructura, como las comunicaciones y el transporte, y sobre su historial en la restauración del orden y el crecimiento económico. También se vieron impulsados por la apertura de negociaciones con la Unión Europea sobre un Acuerdo de Estabilización y Asociación justo antes de las elecciones.
El principal partido de la oposición, el Partido Democrático de Albania (PDSh) dirigido por el expresidente Sali Berisha, había moderado su mensaje tras perder las elecciones locales de 2000. Formaron una coalición de partidos de derecha, la Coalición Unión por la Victoria (BpF) y dijeron que estaban abiertos a negociar con otros partidos si ganaban las elecciones. Esperaban obtener beneficios debido a la preocupación pública por la corrupción y la pobreza continua en Albania..
La campaña fue generalmente pacífica y sin encuestas de opinión confiables, la mayoría de los observadores esperaban que los socialistas gobernantes fueran reelegidos con una mayoría más pequeña.

## Votación

### Primera ronda
Ambos partidos principales se adjudicaron inicialmente la victoria tras la primera vuelta del 24 de junio, en la que la participación alcanzó aproximadamente el 60%. El oficialista Partido Socialista de Albania (PSSh) afirmó que ganó 45 de los 100 escaños. Los monitores de la Organización para la Seguridad y la Cooperación en Europa (OSCE) describieron la elección como un avance hacia los estándares democráticos internacionales.. Sin embargo, la Unión por la Victoria (BpF) afirmó que hubo intimidación generalizada y fraude electoral. Las diferencias de procedimiento llevaron a que los colegios electorales se mantuvieran cerrados en Lushnjë, lo que provocó que la votación se retrasara para unas 30.000 personas. Los resultados de la primera vuelta mostraron que los socialistas obtuvieron 33 escaños frente a los 17 que ganaron los demócratas.

### Segunda ronda
El 8 de julio se llevó a cabo una segunda vuelta para decidir el ganador en 51 distritos donde ningún candidato obtuvo más de la mitad de los votos en la primera vuelta. Se decidieron otros 40 escaños en proporción a la proporción de votos que obtuvo cada partido.

## Resultados
| Partido                                    | Votos     | %     | Asientos           | Asientos      | Asientos | +/–   |
| Partido                                    | Votos     | %     | Distrito electoral | Compensatorio | Total    | +/–   |
| ------------------------------------------ | --------- | ----- | ------------------ | ------------- | -------- | ----- |
| Partido Socialista de Albania              | 555,272   | 43.02 | 73                 | 0             | 73       | –28   |
| Coalición Unión por la Victoria            | 494,272   | 38.29 | 25                 | 21            | 46       | +21   |
| Nuevo Partido Demócrata                    | 68.181    | 5.28  | 0                  | 6             | 6        | Nuevo |
| Partido Socialdemócrata de Albania         | 48,911    | 3,79  | 0                  | 4             | 4        | –5    |
| Partido Unidad por los Derechos Humanos    | 34,897    | 2.70  | 0                  | 3             | 3        | –1    |
| Partido Alianza Democrática                | 34,262    | 2.65  | 0                  | 3             | 3        | +3    |
| Partido Agrario Ecologista                 | 34,247    | 2.65  | 0                  | 3             | 3        | +3    |
| Partido Democrático de Albania             | 13,867    | 1.07  | 0                  | 0             | 0        | -     |
| Partido Demócrata Cristiano de Albania     | 12,226    | 0,95  | 0                  | 0             | 0        | –2    |
| Partido Social Cristiano de Albania        | 9.224     | 0,71  | 0                  | 0             | 0        | Nuevo |
| Partido de la Unión Democrática de Albania | 8.123     | 0,63  | 0                  | 0             | 0        | Nuevo |
| Independientes                             |           |       | 2                  | 0             | 2        | –11   |
| Votos nulos/en blanco                      | 49,310    | -     | -                  | -             | -        | -     |
| Total                                      | 1,339,987 | 100   | 100                | 40            | 140      | -15   |
| Registrados/Participación                  | 2,499,238 | 54.95 |                    |               |          |       |
| Fuente: Nohlen & Stöver, Adam Carr         |           |       |                    |               |          |       |

Tenga en cuenta que los datos son inconsistentes y hay una diferencia de 22,805 entre el total de los partidos y el número de votos válidos.

## Secuelas
El tribunal constitucional dictaminó que la votación debía repetirse en ocho distritos el 22 de julio y en otros dos el 29 de julio. Los observadores internacionales describieron las elecciones en su conjunto como libres y justas. Sin embargo, los demócratas de la oposición dijeron que no aceptarían los resultados. Describieron la elección como una farsa y comenzaron un boicot al Parlamento. El boicot duró seis meses hasta enero de 2002, cuando Sali Berisha anunció que su partido regresaría al Parlamento.